# Žučna-kiselina 7alfa-dehidroksilaza
Žučna-kiselina 7alfa-dehidroksilaza (EC 1.17.99.5, holatna 7alfa-dehidroksilaza, 7alfa-dehidroksilaza, žučno kiselinska 7-dehidroksilaza) je enzim sa sistematskim imenom dezoksiholat:NAD+ oksidoreduktaza. Ovaj enzim katalizuje sledeću hemijsku reakciju
(1) dezoksiholat + + + 2O {\displaystyle \rightleftharpoons } holat +  + +
(2) lithoholat + + +2O {\displaystyle \rightleftharpoons } henodezoksiholat +  + +
Ovaj enzim je visoko specifičan za žučno-kiselinske supstrate. Za njegovo dejstvo je neophodna slobodna C-24 karboksilna grupa i nezaklonjena 7alfa-hidroksi grupa na B-prstenu steroid jezgra.

## Literatura
- Nicholas C. Price; Lewis Stevens (1999). Fundamentals of Enzymology: The Cell and Molecular Biology of Catalytic Proteins (Third изд.). USA: Oxford University Press. ISBN 019850229X.
- Eric J. Toone (2006). Advances in Enzymology and Related Areas of Molecular Biology, Protein Evolution (Volume 75 изд.). Wiley-Interscience. ISBN 0471205036.
- Branden C; Tooze J. Introduction to Protein Structure. New York, NY: Garland Publishing. ISBN 0-8153-2305-0.
- Irwin H. Segel. Enzyme Kinetics: Behavior and Analysis of Rapid Equilibrium and Steady-State Enzyme Systems (Book 44 изд.). Wiley Classics Library. ISBN 0471303097.

## Spoljašnje veze
- Bile-acid+7alpha-dehydroxylase на 